# Pangrapta chilana
Pangrapta chilana là một loài bướm đêm trong họ Erebidae.